# Walknochenbogen (Bragar)

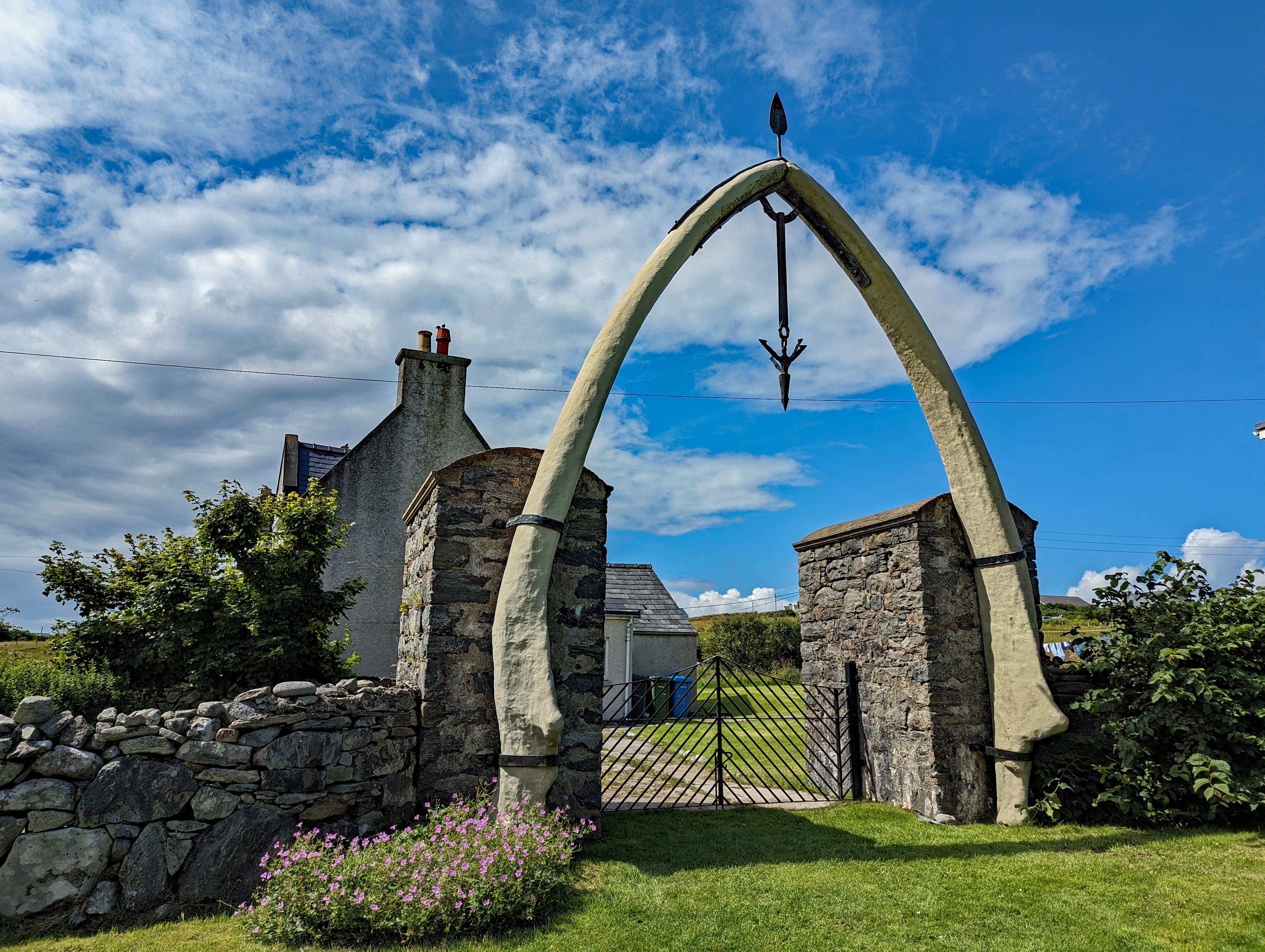
Der Walknochenbogen

Der Walknochenbogen ist ein Tor in der Ortschaft Bragar auf der schottischen Hebrideninsel Lewis and Harris. 1978 wurde das Bauwerk in die schottischen Denkmallisten in der Denkmalkategorie B aufgenommen.

## Geschichte
Wie auch in anderen Regionen des Vereinigten Königreichs waren Einwohner verschiedener Orte von Lewis and Harris einst im Walfang beschäftigt. Der 1920 aufgerichtete Walknochenbogen von Bragar ist jedoch kein Produkt des Walfangs. Es handelt sich um den Kieferknochen eines angestrandeten Wals, in dessen Körper sich eine Harpune befand. Im Jahr 2000 wurde der Bogen restauriert und als Witterungsschutz mit Fiberglas umhüllt.

## Beschreibung
Der Walknochenbogen bildet das Eingangstor zu einem Privatgebäude abseits der A858 am Südrand von Bragar. Er wird von massiven, aus Feldstein aufgemauerten Pfeilern gestützt und ist mit Metallklammern an diesen fixiert. In die Apex des Bogens ist symbolisch eine Harpune eingehängt. Auf historischen Fotografien ist in den Pfeilern ein zweiflügliges gusseisernes Tor erkenntlich, das nicht erhalten ist. Aktuelle Fotografien zeigen jedoch ein neues Tor.